# 蜘蛛侠 (1977年电影)
《蜘蛛侠》（英語：Spider-Man），是在1977年於美國CBS播映的美国超级英雄电视电影，是1978年电视剧系列的先导作品。本片由E.W.史威漢默執导，尼可拉斯·漢蒙和丽莎·伊蓓契主演。

## 劇情
彼得帕克本是個理工科學生兼差報社攝影的平凡人，在一次偶然意外中，他被輻射蜘蛛咬了一口，自此擁有飛簷走壁的神奇力量，異於常人的第六感更讓他能逢凶化吉。這一次，他要孤身對抗邪惡科學家，摧毀他勒索政府五千萬美金的陰謀行動。